# 긴노쪽손목폄근
긴노쪽손목폄근(extensor carpi radialis longus) 또는 장요측수근신근(長橈側手根伸筋)은 손목의 움직임을 조절하는 아래팔뒤칸의 근육이다. 길이가 긴 근육으로 위팔뼈 가쪽 측면에서 시작하여 둘째손허리뼈 바닥에 붙는다.

## 구조
위팔뼈의 가쪽관절융기위능선, 가쪽근육사이막에서 주로 기시하며, 소수의 근섬유는 위팔뼈 가쪽위관절융기에서 일어난다.
긴노쪽손목폄근의 근섬유는 아래팔의 위쪽 1⁄3에서 납작한 힘줄이 되며, 힘줄은 긴엄지벌림근과 짧은엄지폄근 아래쪽에 있으면서 노뼈의 가쪽 모서리를 따라 주행한다. 그 후 폄근지지띠 아래를 지나 노뼈 뒷면에 파인 고랑을 따라 짧은노쪽손목폄근 힘줄과 함께 주행한다. 이 고랑은 노뼈의 붓돌기 바로 뒤에 있다.
긴노쪽손목폄근은 처음에는 위팔노근 바로 뒤에 위치하지만, 대부분 아래팔의 상부에서 힘줄로 변한다. 위팔노근과 짧은노쪽손목폄근 사이를 지난 긴노쪽손목폄근의 힘줄은 짧은노쪽손목폄근의 힘줄과 함께 주행하여 둘째 폄근힘줄칸으로 함께 들어간다.
긴노쪽손목폄근의 힘줄은 둘째손허리뼈 바닥의 가쪽 면에 닿는다.

### 신경 분포
긴노쪽손목폄근은 노신경의 지배를 받으며 이는 척수신경뿌리 C6과 C7 성분에 해당한다. 한편 아래팔뒤칸 얕은층의 다른 주요 손목관절 폄근들, 즉 손가락폄근, 짧은노쪽손목폄근, 자쪽손목폄근, 새끼폄근은 노신경의 가지인 뒤뼈사이신경의 지배를 받는다.

## 작용
이름에서 알 수 있듯 긴노쪽손목폄근은 손목관절을 펴는 작용을 한다. 또한 팔의 가쪽 부분을 주행하므로 손목관절에서 손을 가쪽으로 벌리는 작용도 한다.

## 추가 이미지
- 왼쪽 아래팔 뒷면의 근육
- 왼쪽 손등의 뼈
- 손가락 힘줄과 힘줄끈
- 아래팔 중간부의 단면
- 아래팔 뒷면의 깊은층 근육
- 노뼈와 자뼈 먼쪽 끝의 단면
- 손목 뒤쪽 힘줄들의 윤활집
- 긴노쪽손목폄근
- 긴노쪽손목폄근
- 긴노쪽손목폄근
- 긴노쪽손목폄근
- 긴노쪽손목폄근
- 상지의 근육. 단면.